# Шоу, Мэри (инженер-программист)
Мэри Шоу (род. 1943) – американский инженер-программист, профессор компьютерных наук в Университете Карнеги-Меллон, известная своими работами в области архитектуры программного обеспечения.

## Биография
Мэри М. Шоу родилась в Вашингтоне, округ Колумбия, в 1943 году. Ее отец (Элдон Шоу) был инженером-строителем и экономистом в Министерстве сельского хозяйства США, а мать (Мэри Шоу) - домохозяйкой. 
В старших классах Шоу два года участвовала в программе внеклассного обучения, в рамках которой учеников обучали работе на компьютере. Эта программа проводилась компанией International Business Machines (IBM).
Шоу получила степень бакалавра в Университете Райса в 1965 году и степень доктора компьютерных наук в Университете Карнеги-Меллона в 1972 году. 
После окончания Университета Райса Шоу начала свою карьеру в промышленности, работая системным программистом в Research Analysis Corporation. Она также продолжала заниматься исследованиями в Университете Райса. В 1972 году она начала работать на факультете Университета Карнеги-Меллон, где со временем получила должность профессора компьютерных наук. 
С 1984 по 1987 год она также была главным научным сотрудником Института программной инженерии, с 1992 по 1999 год - заместителем декана по профессиональному образованию, а с 2001 по 2006 год - содиректором Слоановского центра программной индустрии.

## Признание и награды
В 2011 году Мэри Шоу и Дэвид Гарлан получили награду за выдающиеся исследования от ACM SIGSOFT, специальной группы по программной инженерии Ассоциации вычислительной техники, за "значительный и долгосрочный вклад в исследования программной инженерии через развитие и продвижение архитектуры программного обеспечения". 3 октября 2014 года президент США Барак Обама наградил Шоу Национальной медалью технологий и инноваций. Она была названа лауреатом этой премии в 2012 году.

## Область интересов
Основная область научных интересов Шоу – программная инженерия, включая архитектурные, образовательные и исторические аспекты. Вместе с Дэвидом Гарланом Шоу является автором основополагающих работ в области архитектуры программного обеспечения.

## Избранные публикации
- Mary Shaw and Frank Hole. Computer analysis of chronological seriation, 1967.
- Mary Shaw, Alan Perlis and Frederick Sayward (eds.) Software metrics: an analysis and evaluation, 1981.
- Mary Shaw (ed). Carnegie-Mellon curriculum for undergraduate computer science, 1985.
- Mary Shaw and David Garlan. Software Architecture: Perspectives on an Emerging Discipline, Prentice Hall, 1996.
- Mary Shaw, Sufficient Correctness and Homeostasis in Open Resource Coalitions: How Much Can You Trust Your Software System, 2000.

## Публикации на русском языке
- Шоу, Мэри. Написание хороших исследовательских работ по программной инженерии // figshare. 2024. https://doi.org/10.6084/m9.figshare.25035839.v4